# WTA-toernooi van Shenzhen
Het WTA-toernooi van Shenzhen is een jaarlijks terugkerend tennistoernooi voor vrouwen dat wordt georganiseerd in de Chinese plaats Shenzhen. De officiële naam van het toernooi is Shenzhen Open.
De WTA organiseert het toernooi dat in de categorie "International" valt en wordt gespeeld op hardcourtbanen.
Het toernooi werd in 2013 voor het eerst georganiseerd.
In de periode 1998–2009 werden op deze locatie ITF-toernooien gehouden.

## Meervoudig winnaressen enkelspel
| speelster    | aantal titels | in de jaren |
| ------------ | ------------- | ----------- |
| Li Na        | 2             | 2013, 2014  |
| Simona Halep | 2             | 2015, 2018  |

## Enkel- en dubbelspeltitel in één jaar
| speelster    | in het jaar |
| ------------ | ----------- |
| Simona Halep | 2018        |

## Finales

### Enkelspel
| Datum      | Naam          | Cat.          | ($)     | Ondergrond        | Winnares                | Verliezend finaliste | Uitslag       |         |
| ---------- | ------------- | ------------- | ------- | ----------------- | ----------------------- | -------------------- | ------------- | ------- |
| 2012-12-30 | Shenzhen Open | International | 235.000 | hardcourt, buiten | Li Na                   | Klára Zakopalová     | 6-3, 1-6, 7-5 | details |
| 2013-12-29 | Shenzhen Open | International | 250.000 | hardcourt, buiten | Li Na                   | Peng Shuai           | 6-4, 7-5      | details |
| 2015-01-04 | Shenzhen Open | International | 500.000 | hardcourt, buiten | Simona Halep            | Timea Bacsinszky     | 6-2, 6-2      | details |
| 2016-01-03 | Shenzhen Open | International | 500.000 | hardcourt, buiten | Agnieszka Radwańska     | Alison Riske         | 6-3, 6-2      | details |
| 2017-01-01 | Shenzhen Open | International | 750.000 | hardcourt, buiten | Kateřina Siniaková      | Alison Riske         | 6-3, 6-4      | details |
| 2017-12-31 | Shenzhen Open | International | 750.000 | hardcourt, buiten | Simona Halep            | Kateřina Siniaková   | 6-1, 2-6, 6-0 | details |
| 2018-12-30 | Shenzhen Open | International | 750.000 | hardcourt, buiten | Aryna Sabalenka         | Alison Riske         | 4-6, 7-6, 6-3 | details |
| 2020-01-05 | Shenzhen Open | International | 775.000 | hardcourt, buiten | Jekaterina Aleksandrova | Jelena Rybakina      | 6-2, 6-4      | details |

### Dubbelspel
| Datum              | Naam          | Cat.          | ($)     | Ondergrond        | Winnaressen                           | Verliezend finalistes                 | Uitslag          |         |
| ------------------ | ------------- | ------------- | ------- | ----------------- | ------------------------------------- | ------------------------------------- | ---------------- | ------- |
| 2012-12-30 (2013*) | Shenzhen Open | International | 235.000 | hardcourt, buiten | Chan Hao-ching Chan Yung-jan          | Iryna Boerjatsjok Valerija Solovjeva  | 6-0, 7-5         | details |
| 2013-12-29 (2014*) | Shenzhen Open | International | 250.000 | hardcourt, buiten | Monica Niculescu Klára Zakopalová     | Ljoedmyla Kitsjenok Nadija Kitsjenok  | 6-3, 6-4         | details |
| 2015-01-04         | Shenzhen Open | International | 500.000 | hardcourt, buiten | Ljoedmyla Kitsjenok Nadija Kitsjenok  | Liang Chen Wang Yafan                 | 6-4, 7-6         | details |
| 2016-01-03         | Shenzhen Open | International | 500.000 | hardcourt, buiten | Vania King Monica Niculescu           | Zheng Saisai Xu Yifan                 | 6-1, 6-4         | details |
| 2017-01-01         | Shenzhen Open | International | 750.000 | hardcourt, buiten | Andrea Hlaváčková Peng Shuai          | Raluca Olaru Olha Savtsjoek           | 6-1, 7-5         | details |
| 2017-12-31 (2018*) | Shenzhen Open | International | 750.000 | hardcourt, buiten | Irina-Camelia Begu Simona Halep       | Barbora Krejčíková Kateřina Siniaková | 1-6, 6-1, [10-8] | details |
| 2018-12-30 (2019*) | Shenzhen Open | International | 750.000 | hardcourt, buiten | Peng Shuai Yang Zhaoxuan              | Duan Yingying Renata Voráčová         | 6-4, 6-3         | details |
| 2020-01-05         | Shenzhen Open | International | 775.000 | hardcourt, buiten | Barbora Krejčíková Kateřina Siniaková | Duan Yingying Zheng Saisai            | 6-2, 3-6, [10-4] | details |

* Bij een aanvangsdatum op het eind van december geldt het volgende jaar als toernooi-jaar.